# 誓いの首飾り
バウ・ロマン『誓いの首飾り』（ちかいのくびかざり）は、宝塚歌劇団星組により上演された作品。1989年5月28日から6月12日に宝塚バウホールで、1991年2月6日から2月9日に東京ゆうぽうと簡易保険ホールで上演された。原作はツルゲーネフの「春の水」。
作・演出は大関弘政。19世紀のフランクフルトとサンクトペテルブルクを舞台に、青年の若き日の儚い恋を描いた作品。
宝塚バウホール公演の千秋楽で、年齢を重ねたサーニンとジェンマが再会して見つめ合うというラストシーンが追加された。

## 主な配役

### 宝塚バウホール
※役柄は出典にしていない（2017年1月現在）
- ドゥミトリー・パーロイッチ・サーニン：紫苑ゆう[2]（ロシアの青年貴族）
- ジェンマ：青山雪菜[2]（イタリア人の少女）
- マーリャ・ニコラーイヴナ：洲悠花[2]（ポゾロフ公爵夫人）
- レオノラ夫人：千雅てる子[2]（ジェンマの母。ロゼルリ未亡人）
- パンタレオーネ：立ともみ[2]
- エミーリオ：絵麻緒ゆう[2]（ジェンマの弟）
- ポゾロフ公爵：夏美よう[2]
- ルージン：千秋慎[2]
- カール・クリューベル：鞠村奈緒[2]（ジェンマの婚約者）
- イリーナ：羽衣蘭[2]
- フォン・デーンホフ男爵：千珠暁[2]
- アーストロフ：稔幸[2]

### ゆうぽうと簡易保険ホール
- サーニン：紫苑ゆう[3]
- ジェンマ：神矢夕紀[3]（青山退団のため、配役変更）
- マーリャ：洲悠花[3]
- ポゾロフ公爵：夏美よう[3]
- デーンホフ：英真なおき[3]
- レノオラ夫人：千雅てる子[3]
- エミーリオ：絵麻緒ゆう[3]
- パンタレオーネ：立ともみ[3]
- カール・クリューベ：鞠村奈緒[3]
- イリーナ：羽衣蘭[3]

## スタッフ（宝塚バウホールのデータ）
- 作・演出：大関弘政[2]
- 作曲・編曲：中元清純[2]
- 編曲[2]：小高根凡平・鞍富真一
- 振付：尚すみれ[2]
- 装置：石濱日出雄[2]
- 衣装：静間潮太郎[2]
- 照明：今井直次[2]
- 演出助手：中村一徳[2]
- 製作：細川勝幸[2]
- 制作：橋本雅夫[2]